# Валлийская арфа
Валлийская арфа (валл. telyn deires) — разновидность арфы, имеющая три ряда струн вместо одного (каждый примерно по 30 струн). Получила особое распространение в Уэльсе, став валлийским национальным инструментом.

## XVI—XVII века

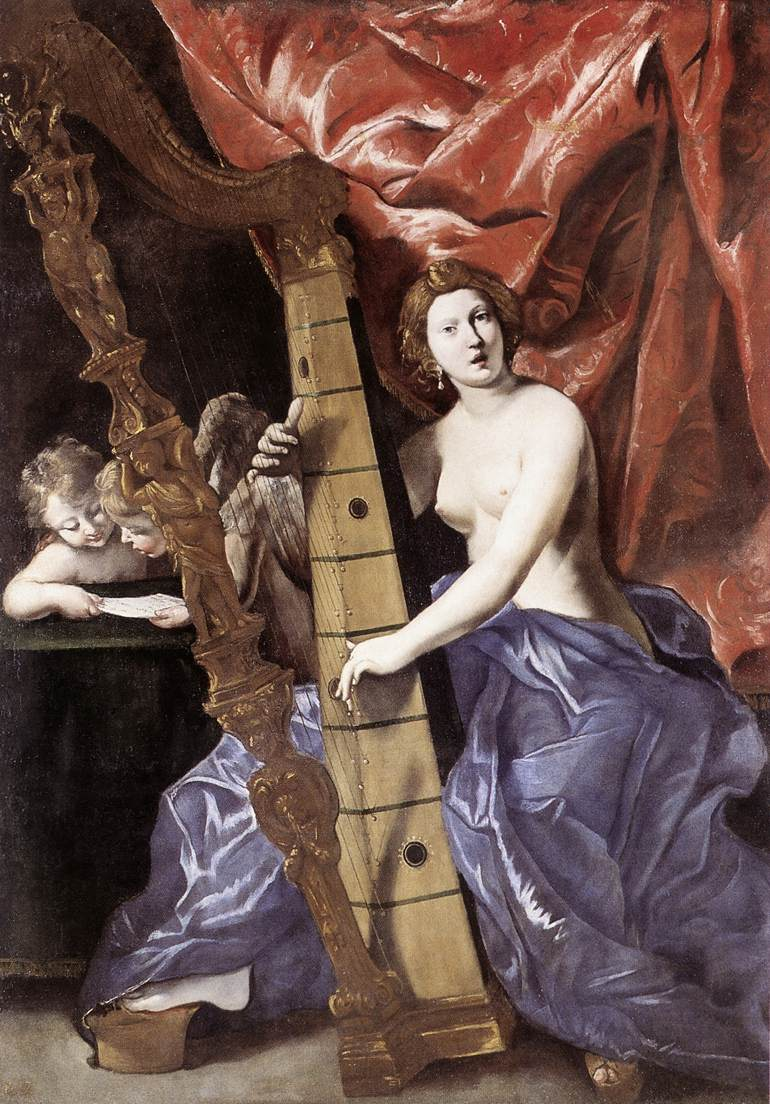
Венера, играющая на арфе. Джованни Ланфранко

Первые арфы с тремя рядами струн появились в XVI веке в Западной Европе. Первое упоминание тройной арфы относится к 1511 году: Иоанн Кохлеус сообщил, что на таком инструменте играют в Англии. Второе — анонимная заметка на полях одной из копий трактата Хуана Бермудо «Объяснение музыкальных инструментов» 1555 года выпуска: в ней выражалось сожаление о том, что автор не знаком с тройными арфами Фландрии. В XVII веке работавший в Испании Бартоломе Йовенарди, знавший об итальянских тройных арфах, подробно описал их, указав, что в Испании таких инструментов нет.
Первые тройные арфы имели диапазон в три или четыре октавы, от соль малой октавы до соль третьей октавы; струны из металла или кишок животных на них крепились с помощью колков; средняя высота такого инструмента составляла 1,2—1,5 метра, достигая в отдельных случаях 1,8-метровой высоты. Для исполнения мелодии такую арфу клали на правое плечо. В середине XVII столетия арфа постепенно вышла из моды в Италии.

## В Великобритании
На Британские острова тройная арфа попала в начале XVII века, при дворе она появилась примерно в 1629 году. Валлийские музыканты, жившие в Лондоне, быстро переняли этот инструмент, так что через сто лет тройную арфу уже повсеместно называли «валлийской». Арфисты соревновались на эйстетводах, играли при дворе и в тавернах.
Валлийская арфа — угловая, с круто изогнутой шейкой, в среднем её диапазон захватывает 5 октав. Струны (около 95) удерживают деревянные колки и проходят сквозь настроечные винты, которые расположены в три ряда на правой стороне шейки. Сама шейка соединяется с резонатором посредством стойки, зачастую её укрепляют полоской металла. Резонатор либо полый внутри, либо с несколькими отверстиями. Выбор древесины для корпуса менялся со временем: в XVIII столетии в основном использовали лёгкую древесину, распиленную вдоль волокон, в XIX перешли на более массивные брусы, распиленные поперёк волокон.
В отличие от остальных европейских стран, в Уэльсе и Ирландии на арфах играют, положив инструмент на левое плечо. В случае с тройной арфой левая рука перебирает струны высокого тембра, а правая — басового; на среднем ряде струн играют обе.
Струны валлийской арфы настроены в диатонический звукоряд, причём первый и третий ряды — в унисон; попеременное перебирание настроенных в унисон струн — характерная особенность валлийской арфы.

## Знаменитые арфисты
Первым арфистом, начавшим играть на тройной арфе, вероятно, был придворный музыкант Чарльз Эванс. Виртуозным владением тройной арфой прославился слепой от рождения Джон Парри, он давал концерты по всей Британии. Другим известным мастером тройной арфы был Уильям Пауэлл (ум. 1750), опубликовавший множество произведений для этого инструмента. Важную роль в развитии инструмента сыграла меценатка Августа Холл, поддерживавшая арфистов.
В XX веке валлийскую арфу почти полностью вытеснила арфа с одинарной педалью, но тройная арфа не исчезла полностью. Сохранить традиционную технику игры удалось благодаря женщине-барду Нэнси Ричардс (1888—1979), обучившей игре на валлийской арфе множество учеников. После её смерти наиболее известными исполнителями на этом инструменте являются Элеанор Беннетт, Робин Хиу Боуэн, Шерил Энн Фултон, Энн Гриффитс и Ллио Ритерх (валл. Llio Rhydderch).